# Stephan Koplowitz
Stephan Koplowitz ist ein US-amerikanischer Choreograph und Multimediakünstler.
Koplowitz studierte Komposition an der Wesleyan University und Choreographie an der University of Utah; beide Universitäten zeichneten ihn später (1994 bzw. 2010) mit einem Distinguished Alumni Award aus. Er arbeitet für Theater und Film und realisiert multimediale Werke für architektonisch signifikante Plätze und Räume. Seit 1994 schuf er etwa einhundert Werke und erhielt mehr als sechzig Aufträge. 
Von 1987 bis 2006 arbeitete er für das New York City Dance Theatre und schuf Werke wie Thicker Than Water (mit Stuart Hodes) und War With the Newts (nach Karel Čapek) mit dem Regisseur David Lindsay-Abaire, mit denen er auch durch die USA tourte. Außerdem produzierte er Dancing in the Streets, das American Dance Festival und Serious Fun am Lincoln Center und choreographierte beim Jacob’s Pillow Dance Festival, dem Bates Dance Festival, dem Dance Umbrella Festival und am Choreographic Center in Essen. 
2008 gründete er die Kompagnie Stephan Koplowitz: TaskForce, die in Idyllwild und Los Angeles (2008), Plymouth (2009) und Houston (2012) residierte und auftrat. Sie realisierte in Zusammenarbeit mit Musikern, Schauspielern, visuellen und Medienkünstlern mehr als 20 auf die jeweiligen Orte zugeschnittene Projekte. Im Auftrag der University of Wisconsin–Milwaukee entstand 2013 Stephan Koplowitz: Water Sight für die Aufführung im Kunstmuseum und Wasserturm der Stadt.  2017 schuf er im Auftrag der AXIS Dance Company Occupy für die Aufführung in den Yerba Buena Gardens und das von den historischen Mühlen von Lewistown inspirierte Stück Mill Town. In Zentrum von Northfield wurde 2018 The Northfield Experience uraufgeführt. 
Von 2006 bis 2016 war Koplowitz Dekan der Sharon Disney Lund School of Dance  des California Institute of the Arts. Er ist Koautor des 2009 erschienenen Buches Site Dance und bietet seit 2013 unter dem Titel Creating Site-Specific Dance and Performance Works Kurse auf der Plattform MOOC an. Er war sechsmal Preisträger des National Endowment for the Arts. Das Time Out Magazine zeichnete 1996 Genesis Canyon als Beste Tanzproduktion aus, der Boston Globe führte iseea 2007 unter den zehn besten Tanzproduktionen des Jahres auf. Mit Unterstützung der Rockefeller Foundation arbeitete er 2017 an dem Buchprojekt Creating Site-Specific Performance Works: Strategies on Creative and Production Techniques.

## Weblink
- Website von Stephan Koplowitz